# Antrocephalus villiersi
Antrocephalus villiersi är en stekelart som beskrevs av Jean Risbec 1957. Antrocephalus villiersi ingår i släktet Antrocephalus och familjen bredlårsteklar.
Artens utbredningsområde är Senegal. Inga underarter finns listade i Catalogue of Life.